# Інгульська сільська рада (Баштанський район)
Інгу́льська сільська́ ра́да — адміністративно-територіальна одиниця та орган місцевого самоврядування в Баштанському районі Миколаївської області. Адміністративний центр — село Інгулка.

## Загальні відомості
- Населення ради: 2 029 осіб (станом на 2001 рік)

## Населені пункти
Сільській раді були підпорядковані населені пункти:
- с. Інгулка
- с. Степанівка

## Склад ради
Рада складалася з 16 депутатів та голови.
- Голова ради: Будянський Олександр Павлович
- Секретар ради: Жуковська Ірина Миколаївна

### Керівний склад попередніх скликань
| Прізвище, ім'я, по батькові   | Основні відомості                                                         | Дата обрання | Дата звільнення |
| ----------------------------- | ------------------------------------------------------------------------- | ------------ | --------------- |
| Будянський Олександр Павлович | Сільський голова, 1960 року народження, освіта вища, безпартійний         | 26.03.2006   | 31.10.2010      |
| Будянський Олександр Павлович | Сільський голова, 1960 року народження, освіта вища, член Партії регіонів | 31.10.2010   |                 |

Примітка: таблиця складена за даними сайту Верховної Ради України

### Депутати
За результатами місцевих виборів 2010 року депутатами ради стали:

#### За суб'єктами висування
| Суб'єкт висування            | Кількість обраних депутатів | %    |
| ---------------------------- | --------------------------- | ---- |
| Партія регіонів              | 12                          | 75   |
| Народна партія               | 2                           | 12,5 |
| Соціалістична партія України | 2                           | 12,5 |

#### За округами
| № округу                     | Прізвище, ім'я, по батькові      | Дата визнання обраним | Освіта             | Партійна приналежність             | Відомості про обраного депутата                     |
| ---------------------------- | -------------------------------- | --------------------- | ------------------ | ---------------------------------- | --------------------------------------------------- |
| Народна Партія               |                                  |                       |                    |                                    |                                                     |
| 8                            | Прядка Микола Миколайович        | 01.11.2010            | вища               | член Народної партії               | Інгульська дільнична лікарня, головний лікар        |
| 12                           | Жуковська Ірина Миколаївна       | 01.11.2010            | вища               | позапартійна                       | Інгульська сільська рада, секретар                  |
| Партія регіонів              |                                  |                       |                    |                                    |                                                     |
| 1                            | Муріна Ольга Дмитрівна           | 01.11.2010            | середня спеціальна | позапартійна                       | ВАТ"Богданівський плодорозсадник", бригадир         |
| 2                            | Чушак Микола Палійович           | 01.11.2010            | середня спеціальна | позапартійний                      | приватний підприємець                               |
| 3                            | Копійка Тетяна Петрівна          | 01.11.2010            | середня спеціальна | член Партії регіонів               | СТОВ «Інгульське», бухгалтер                        |
| 5                            | Куц Валентина Вікторівна         | 01.11.2010            | середня спеціальна | позапартійна                       | Інгульська загальноосвітня школа, кухар             |
| 7                            | Арсенюк Тетяна Володимирівна     | 07.11.2010            | вища               | член Партії регіонів               | Інгульська загальноосвітня школа, вчитель           |
| 9                            | Фаріонова Ольга Володимирівна    | 01.11.2010            | вища               | позапартійна                       | приватний підприємець                               |
| 10                           | Гаманюк Любов Іванівна           | 01.11.2010            | вища               | член Партії регіонів               | Інгульська загальноосвітня школа, вчитель           |
| 11                           | Захарченко Валентина Василівна   | 07.11.2010            | вища               | позапартійна                       | ТОВ «Робуста Агро-Інвест», агроном                  |
| 13                           | Михальчук Сергій Петрович        | 01.11.2010            | середня спеціальна | позапартійний                      | Інгульська АТС, електромонтер                       |
| 14                           | Рудюк Валентина Вікторівна       | 06.11.2010            | середня спеціальна | позапартійна                       | Інгульська дільнична лікарня, молодша медсестра     |
| 15                           | Федорченко Людмила Володимирівна | 01.11.2010            | вища               | член Партії регіонів               | тимчасово не працює                                 |
| 16                           | Сливка Надія Юріївна             | 06.11.2010            | вища               | позапартійна                       | Інгульська загальноосвітня школа, вчитель           |
| Соціалістична партія України |                                  |                       |                    |                                    |                                                     |
| 4                            | Миронова Алла Володимирівна      | 06.11.2010            | вища               | член Соціалістичної партії України | Інгульська загальноосвітня школа, вчитель           |
| 6                            | Клименкова Наталія Валеріївна    | 06.11.2010            | середня спеціальна | член Соціалістичної партії України | Відділення ВАТ"Державний ощадбанк", контролер-касир |

## Населення
Згідно з переписом УРСР 1989 року чисельність наявного населення сільської ради становила 1986 осіб, з яких 910 чоловіків та 1076 жінок.
За переписом населення України 2001 року в сільській раді мешкало 2025 осіб.

### Мова
Розподіл населення за рідною мовою за даними перепису 2001 року:
| Мова       | Відсоток |
| ---------- | -------- |
| українська | 93,99 %  |
| російська  | 4,04 %   |
| білоруська | 0,89 %   |
| молдовська | 0,64 %   |
| вірменська | 0,34 %   |
| гагаузька  | 0,05 %   |
| грецька    | 0,05 %   |